# Stazione di Bussoleno
Stazione di Bussoleno vasútállomás Olaszországban, Bussoleno településen.

## Vasútvonalak
Az állomást az alábbi vasútvonalak érintik:
- Torino–Modane-vasútvonal

## Kapcsolódó állomások
A vasútállomáshoz az alábbi állomások vannak a legközelebb:
- Stazione di Meana (Stazione di Bardonecchia)
- Stazione di Susa (Stazione di Susa)
- Stazione di Bruzolo di Susa (Stazione di Torino Porta Nuova)
- Stazione di Avigliana (Stazione di Torino Porta Nuova)